# 대왕쥐가오리
대왕쥐가오리 또는 만타가오리(Mobula birostris)는 쥐가오리과에 속하는 연골어류의 일종으로, 현존하는 가오리류 중에서 제일 큰 종이다. 학명은 모불라 비로스트리스(Mobula birostris)이며 구 학명은 만타 비로스트리스(Manta birostris)이다. 근연종으로는 암초대왕쥐가오리(M. alfredi)가 존재한다.

## 이름
대한민국에서는 이전에 보고되었던 쥐가오리보다 더 크다는 의미에서 "대왕쥐가오리"라는 명칭이 붙었다. 영어 명칭은 "자이언트 만타(Giant manta)" 또는 "자이언트 오시애닉 만타 레이(Giant oceanic manta ray)"이며, 여기서 "만타(Manta)"란 단어는 스페인어로 모포 양탄자라는 뜻을 가지고 있다. 이는 대왕쥐가오리의 신체에 양탄자 같이 넓은 가슴지느러미가 달려 있어서 붙여진 것이다. 이 외에도 전체적인 실루엣이 악마를 닮았다 하여 "데블피시(Devilfish)"라고 부르기도 한다.

## 분류
대왕쥐가오리는 1792년, Walbaum에 의해 가오리속(Raja)으로 분류되어 라야 비로스트리스(Raja birostris)라는 학명으로 보고하였다. 이후 동물 분류가 개편되면서 가오리속에서 따로 분리되었고, 2017년 이전에는 대왕쥐가오리속(Manta)으로 분류되어 만타 비로스트리스(Manta birostris)라는 학명을 지니게 된다. 그러나 2017년 6월 24일, 윌리엄 화이트(William T. White) 및 동료 연구진들이 공동으로 발표한 논문에 따르면, 분자생물학 연구 결과 대왕쥐가오리속은 기존의 쥐가오리속(Mobula)과 유전학적으로 큰 차이가 없기 때문에 별개의 속으로 분류될 근거가 없다고 밝혔다. 따라서 대왕쥐가오리는 일반 쥐가오리속으로 분류되어 학명이 모불라 비로스트리스(Mobula birostris)로 변경되었다.

## 외관

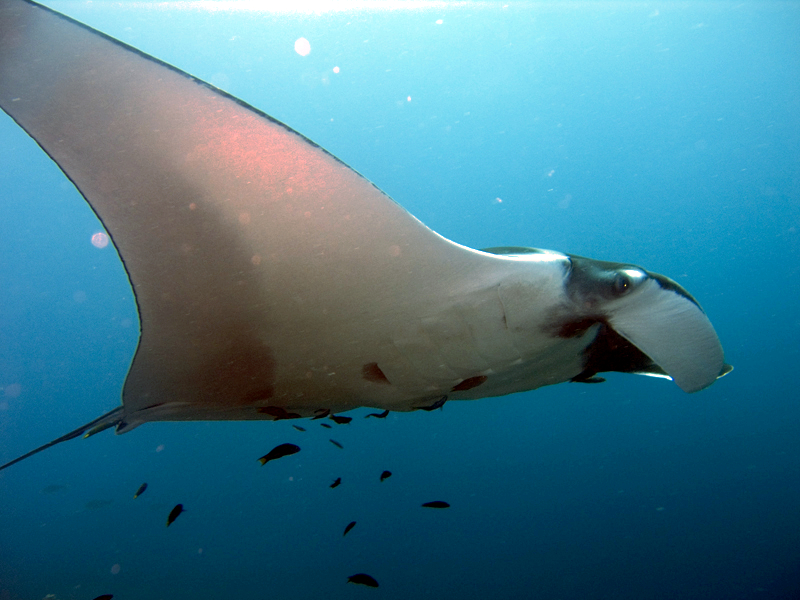
측면에서 바라본 대왕쥐가오리.

대왕쥐가오리는 가오리류 중에서도 가장 거대한 종이다. 평균 날개 너비는 3~4.5미터, 평균 몸무게는 약 1톤 정도 나가며, 최대 크기의 개체는 날개 너비가 7미터, 몸무게가 2톤 씩 나간다. 입은 뻥 뚫려 있는 형태로, 매우 작은 이빨이 달려 있다. 입의 양쪽 끝에는 기다란 머리지느러미가 달려 있는데 대왕쥐가오리는 이것을 이용해서 먹이를 입 주위로 모으는 역할을 하는 것으로 보인다. 가슴지느러미는 날개와 비슷하게 생겼으며 이 지느러미를 이용하여 날개를 퍼덕이는 듯이 헤엄을 칠 수 있다. 기다란 꼬리에는 독가시가 없다.

### 무늬

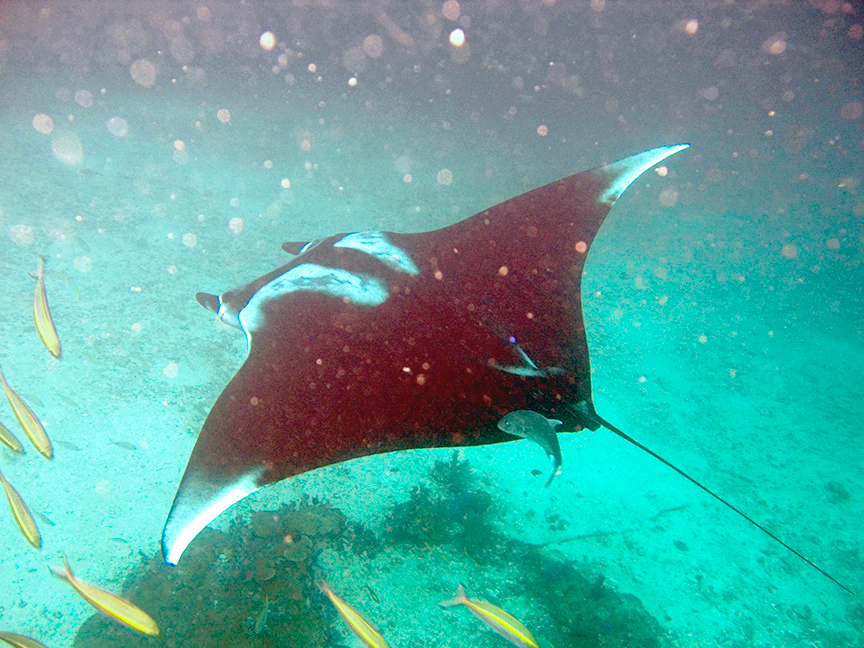
흰색 무늬가 있는 대왕쥐가오리.

대왕쥐가오리의 등 부분은 검은색(어두운 갈색, 또는 어두운 푸른색으로도 표현된다.) 바탕무늬와 작은 크기의 흰색 무늬를 띠고 있다. 일반적으로 머리 부분에는 데칼코마니 형식으로 된 한 쌍의 "후크" 형태의 흰색 무늬가 있고, 가슴지느러미 양쪽 끝에도 흰색 무늬가 존재한다. 배 부분은 거의 완전한 흰색을 띠고 있으며 연한 검은색 무늬가 존재하는 개체도 존재한다. 대왕쥐가오리의 무늬는 개체마다 약간의 차이가 발견되는데, 이러한 차이는 개체 식별의 중요한 지표가 될 수 있다. 종종 등 부분에 흰 무늬가 없어 완전한 검은색을 띠고 있는 개체가 관찰되기도 하는데 이러한 개체 대부분은 배 부분에도 흰색 무늬보다 검은색 무늬가 더 많이 분포해 있다.

### 해양 대왕쥐가오리와 암초 대왕쥐가오리의 물리적 차이점
해양 대왕쥐가오리는 암초 대왕쥐가오리보다 큰 크기를 자랑한다. 암초 대왕쥐가오리는 위에서 서술한 것 과 같이 어두운 등쪽이 있으며, 보통 머리 위에 두 개의 밝은 부분이 있다. 암초 대왕쥐가오리는 어두운 지배적인 등쪽 색의 미묘한 기울기와 흰색에서 회색으로 보이며, 이 두 밝은 부분 사이의 세로 간격은 일종의 "Y"를 형성한다. 해양 대왕쥐가오리의 경우, 등쪽 표면이 깊고 흰색 부분이 기울기 효과 없이 잘 표시되어 있다. 이 두 흰색 영역 사이의 간격 선은 "T"를 형성한다.
이 두 종은 복부 색상으로도 구별할 수 있다. 암초 대왕쥐가오리는 종종 흰색 배를 가지고 있으며, 갈라진 가지 아가미 사이에 반점이 있고 가슴지느러미와 복부의 뒤쪽 가장자리에 다른 반점이 퍼져 있다. 해양 대왕쥐가오리는 또한 복부 아래쪽 영역 주위에 반점이 모여 있는 흰색 배색을 가지고 있다. 입 안쪽과 갈라진 아가미의 두족 지느러미는 종종 검은색일때도 있다.

## 분포 및 생태
대왕쥐가오리는 북반구와 남반구의 열대 지역과 온대 지역에 걸쳐 널리 분포해 있다. 남부 캘리포니아와 뉴저지주부터 뉴질랜드까지 다양한 지역에서 모습을 드러낸다. 대한민국에서는 제주특별자치도의 추자군도에서 발견된 것이 처음이다. 한 지역에 계속 머물지 않고 먹이를 찾기 위해 먼 거리를 이동하는 원양 어류이다. 보통 육지에서 멀리 떨어진 바다에서 서식하며 햇빛이 잘 드는 수면 가까이에서 활동을 한다. 이빨이 작은 대신 커다란 입과 먹이를 걸러낼 수 있는 아가미를 이용하여 플랑크톤과 같은 미세 생물을 걸러서 먹는다. 직선 유영을 하면서 먹이를 섭취하고, 수중제비를 돌면서 먹이를 섭취하기도 한다. 대왕쥐가오리처럼 미세 생물을 걸러 먹고 사는 고래상어와 함께 출몰하기도 한다.

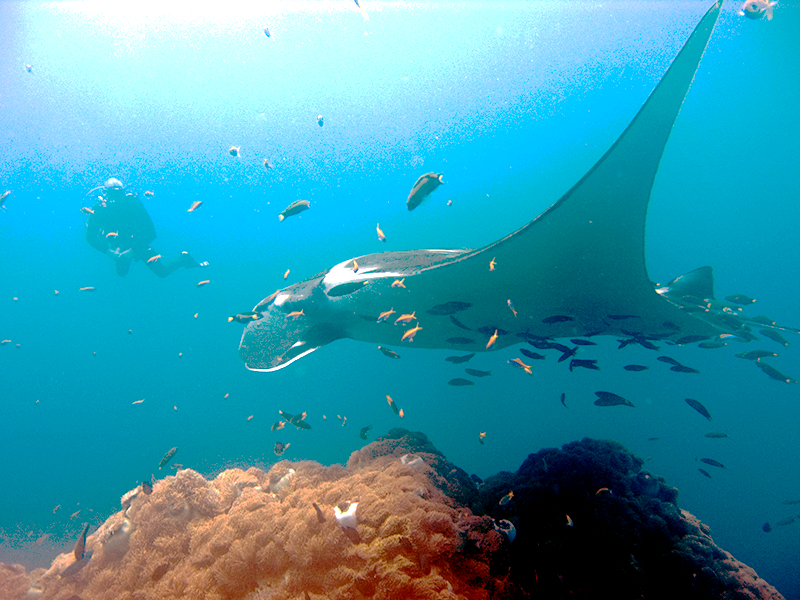
"청소 구역"에 있는 대왕쥐가오리.

대왕쥐가오리는 자신의 몸에 붙어 있는 기생충을 떼어내기 위해 산호초 가까이에 접근하여 그곳에 사는 물고기들에게 청소를 맡기기도 하는데, 기생충 제거는 주로 만조일 때 진행된다. 기생충 제거 작업에 참여하는 물고기는 대부분 청소놀래기속에 속하는 종들이다. 빨판상어는 대왕쥐가오리가 산호초를 떠나도 함께 붙어 다닌다.
대왕쥐가오리는 지능이 매우 높은 어류이며 미러 테스트(Mirror test)를 제일 처음으로 통과한 어류이기도 하다. 사우스 플로리다 대학교에서 대왕쥐가오리를 대상으로 미러 테스트를 실시한 결과, 대왕쥐가오리는 자신을 의식하는 듯이 거울 주위를 맴돌며 지느러미를 반복적으로 움직였다. 또한 실험 개체는 거울을 향해 공기방울을 날리기도 했다.

### 번식
대왕쥐가오리는 봄과 가을이 되면 때때로 수면을 박차고 높게 뛰어오르기도 한다. 이러한 행동을 하는 이유에 대해서 제대로 밝혀진 것이 없으며, 번식 행동과 관련된 행동이라는 추측이 지배적이다.
짝짓기 행동에 대해서는 1999년, 일본의 오가사와라 제도의 대왕쥐가오리를 관찰하여 기록한 논문에서 자세히 소개되고 있다. 우선 수컷이 암컷의 뒤꽁무니를 뒤쫓으며 암컷을 공격하는 듯이 행동하여 짝짓기를 종용한다. 짝짓기가 본격적으로 시작되면 수컷이 암컷의 가슴지느러미를 문 상태에서 서로의 배를 맞댄다. 그리고 나서 수컷은 자신의 교미기를 암컷의 총배설강과 접합하여 짝짓기를 시작한다. 짝짓기를 끝마치면 암수가 서로 떨어져 나가며 헤어지게 된다.
대왕쥐가오리는 난태생으로 번식한다. 어미의 뱃 속에서 부화한 새끼는 처음에 노른자로 영양 섭취를 하며 노른자가 전부 소모되면 어미의 자궁에서 흘러 나오는 영양성 점액질을 섭취한다. 새끼는 어미의 신체와 연결되는 탯줄을 가지고 있지 않기 때문에 산소 공급을 전적으로 구강 호흡에 의존해야만 한다. 어미의 임신 기간은 12~13개월이며, 한 마리 또는 두 마리의 적은 숫자의 새끼를 출산한다. 갓 태어난 새끼는 날개 너비가 1.4미터, 몸무게는 9킬로그램 정도 나가며 전체적인 형태는 성체와 거의 닮아 있다. 출산은 주로 해안가에서 진행되며 새끼는 어느정도 성장할 때까지 얕은 바다에서 몇 년 동안을 지내게 된다.

### 포식
대왕쥐가오리는 최대 시속 24km(15마일)의 속도로 헤엄칠 수 있다. 이러 속도와 크기 때문에 대왕쥐가오리에게 치명적일 수 있는 천적이 거의 없다. 호랑이상어, 큰망치상어, 황소상어와 같은 대형 상어 혹은 돌고래, 거짓범고래, 범고래와 같은 돌고래만이 대왕쥐가오리를 잡아먹을 수 있다. 치명적이지 않은 상어에 의해 물린 상처는 매우 흔하며, 대부분의 성체들은 적어도 한 번의 공격으로 인한 상처를 가지고 있다.

### 뇌의 크기와 지능
대왕쥐가오리는 최대 200g(고래상어 뇌보다 5~10배 더 큰)의 가장 큰 뇌를 가지고 있다. 뇌로 가는 혈액을 가열하고 거울 테스트를 통과할 수 있는 몇 안 되는 동물(육지나 바다) 중 하나로, 자각 증상을 보이는 것 같다.

## 사람과의 관계
사람에게 해를 입히지 않는 가오리이기 때문에 다이버가 쉽게 접근할 수 있다. 이러한 행동 덕분에 다이버들이 자주 찾는 어종이기도 하다.
추라우미 수족관과 가이유칸과 같이 대형 수조가 설비되어 있는 수족관에서 대왕쥐가오리를 사육하기도 한다. 추라우미 수족관의 경우 사육 개체가 번식에 성공하여 새끼가 여러 번 태어난 기록이 있다.
온순한 성격과 거대한 덩치 때문에 밀렵의 대상이 되기 쉽다. 필리핀이나 멕시코와 같은 여러 아열대 지방 국가에서 대왕쥐가오리의 지느러미와 피부, 아가미 등을 얻기 위해 어부들에 의해 잡히고 있는 추세다. 특히 중국에서는 아가미가 약재로 가공되어 판매되고 있다.
2011년, 세계자연보전연맹은 대왕쥐가오리의 개체수가 상당히 감소하고 있음을 경고하였다. 밀렵이 상당히 많이 일어나고 있지만 대왕쥐가오리의 낮은 번식력이 개체수 조절을 담당할 수 없기 때문이다. 따라서 IUCN 적색 목록에서 대왕쥐가오리는 취약(VU) 등급으로 분류되고 있다.

### 어업
대왕쥐가오리는 지난 20년 동안 남획으로 인해 개체 수가 급격히 감소했기 때문에 IUCN의 멸종위기종 적색목록에 의해 멸종 위기에 처한 것으로 간주된다. 대왕쥐가오리는 얕은 물에서 먹이를 먹기 때문에 낚시 장비, 특히 표층 표류 자망과 바닥 그물에 걸릴 위험이 더 높다. 어떤 종류의 어업(자원적 어업, 표적 어업 또는 부수어획)에서든, 낮은 번식률, 긴 임신 기간, 주로 한 마리의 새끼만을 낳으며, 성적 성숙이 늦은 개체군에 미치는 영향은 여러 세대에 걸쳐 손실을 보상할 수 없는 종에게는 심각한 해를 끼칠 수밖에 없다.
1970년대 이후로 대왕쥐가오리 낚시의 수요는 전통 중국 의학 시장에서 아가미의 가격 덕분에 크게 증가했다. 중국 문화에서는 면역 체계 기능과 혈액 순환을 향상시키기 위해 판매되는 강장제의 주요 성분이지만, 실제로 건강에 유익하다는 강력한 증거는 확인된 바가 없다. 이러한 이유로 아가미는 킬로그램당 최대 400달러에 달하는 비교적 높은 가격에 판매되며, 펭유사이라는 상품명으로 판매되고 있다. 2018년 6월, 뉴질랜드 환경부는 이 거대 대왕쥐가오리를 뉴질랜드 위협 분류 시스템에 따라 "해외 위협"이라는 수식어로 "데이터 부족"으로 분류했다.

#### 환경오염으로 인한 피해
대왕쥐가오리의 식단에서도 미세플라스틱의 위협이 있다. 2019년 인도네시아의 코랄 트라이앵글에서 이 지역의 필터를 공급하는 대형 동물이 실수로 미세플라스틱을 섭취하고 있는지 확인하기 위해 수행된 연구에서는 필터를 공급하는 사람들이 직접(공급 지역의 수면에 떠다니는 플라스틱 폴리머 층을 섭취함으로써) 또는 간접적으로(이전에 미세플라스틱을 섭취한 플랑크톤을 섭취함으로써) 먹을 수 있는지 확인했다. 연구 결과는 이 지역에 서식하는 대왕쥐가오리와 같은 필터 공급자들이 정기적으로 미세플라스틱을 섭취하고 있다는 충분한 증거를 제공했다. 대변 샘플을 통해 일부 플라스틱이 단순히 대왕쥐가오리의 소화 시스템을 통과한다는 것도 입증되었지만, 미세플라스틱이 디클로로-디페닐-트리클로로에탄(DDT) 및 다환 방향족 탄화수소(PAH)와 같은 지속적인 유기 오염 물질을 흡수하는 싱크를 생성하기 때문에 이번 발견은 우려스러운 일이다. 이러한 오염 물질을 포함한 미세플라스틱을 섭취하는 대왕쥐가오리는 장내 박테리아 감소와 같은 단기적인 부정적인 영향이나 오염 물질로 인한 미래 세대에 걸쳐 인구의 생식 능력 약화를 포함한 장기적인 영향으로 인해 미래에 가오리의 개체수에 부정적인 영향을 미칠 수 있다.
기후 변화와 기온 상승으로 인해 전 세계 식물성 플랑크톤 개체수가 10% 감소하고 열대 지역에서는 50% 감소할 것으로 예상된다. 이러한 감소로 인해 대왕쥐가오리의 개체수가 감소할 수 있다.